# Großvogtei (Hildesheim)

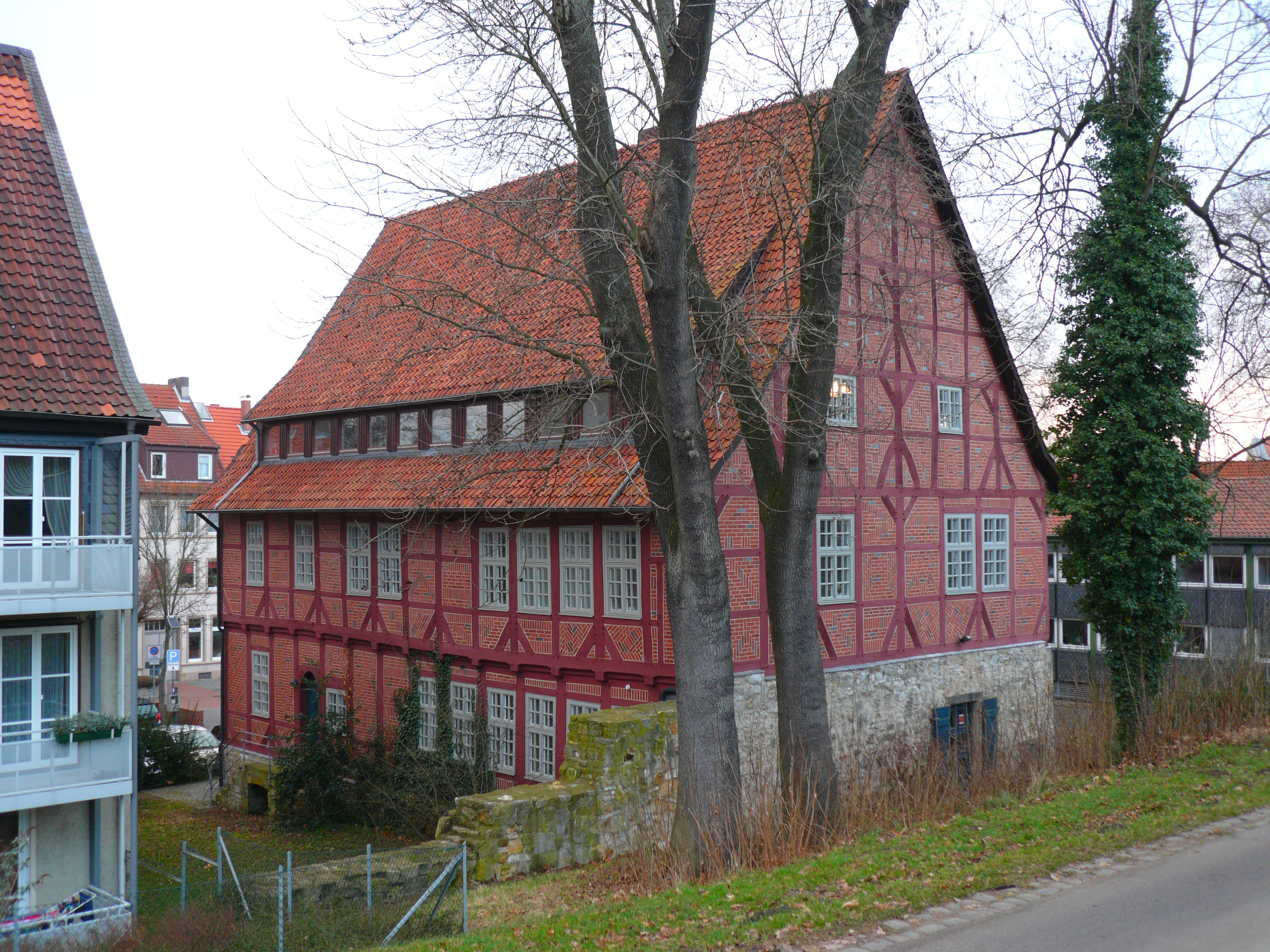
Die Großvogtei vom Kehrwiederwall aus gesehen

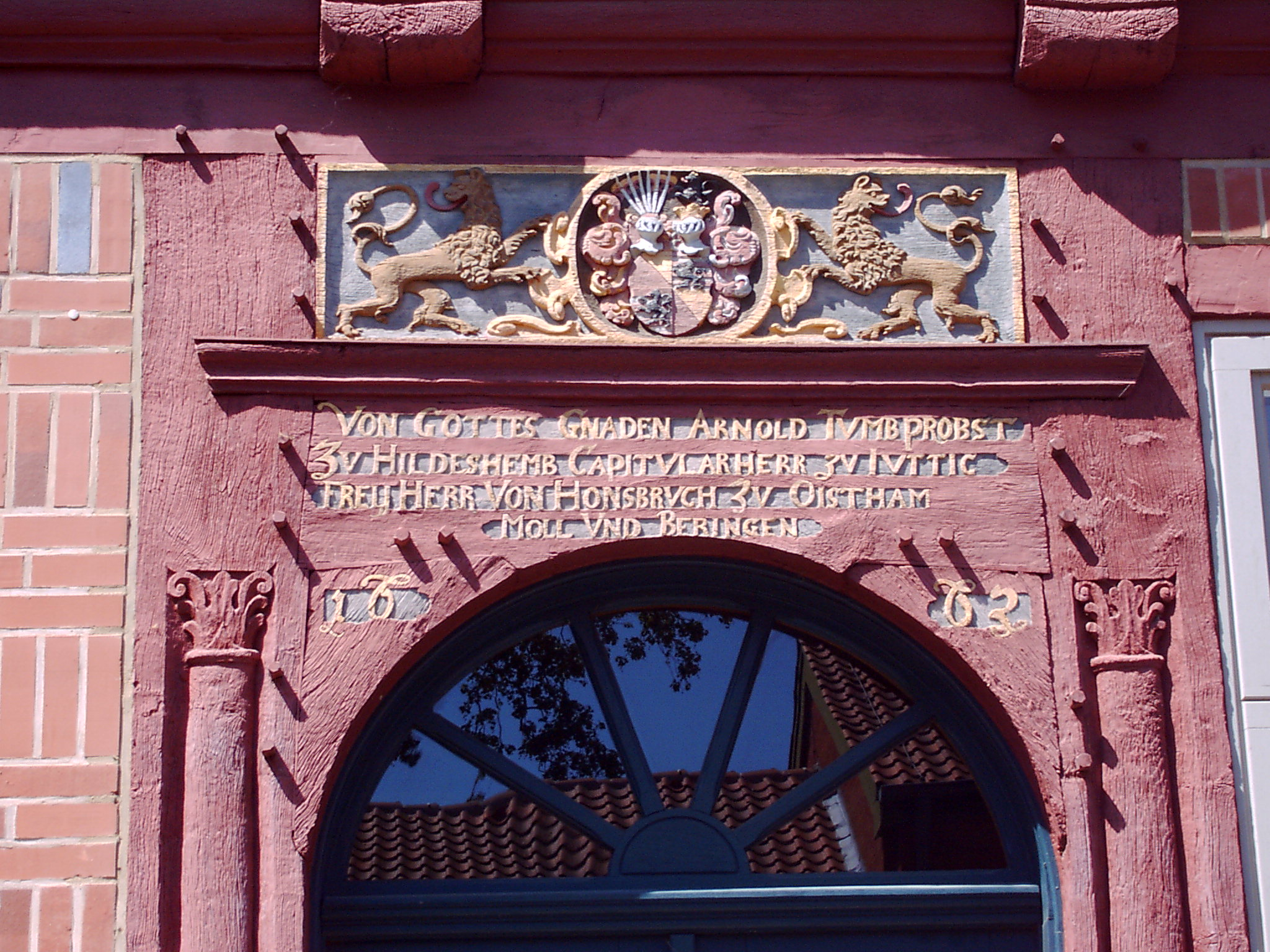
Wappen und Inschrift des Bauherren

Die Großvogtei ist ein Fachwerkhaus in der Hildesheimer Keßlerstraße.

## Geschichte und Beschreibung
Errichtet wurde das Gebäude 1662 durch den seinerzeitigen Dompropst Hildesheims Arnold Freiherr von Hoensbroich als Dienstsitz für den Großvogt der Hildesheimer Dompropstei. Über der Tür ist das Wappen des Bauherrn angebracht. Mit den außerdem dort zu lesenden Worten „von Gottes Gnaden“ stellt sich der Herr der Neustadt sowie zweier Dörfer auf eine Stufe mit Herren höheren Ranges. An seiner dem Kehrwiederwall zugewandten Seite nutzt das Haus eines der wenigen erhaltenen Stücke der Stadtmauer der Neustadt als Wand. Der Keller besteht aus mittelalterlichen Tonnengewölben.
Das Gebäude ging 1851 in das Eigentum der Stadt über und wurde 1871 an einen Zimmermeister namens Temme verkauft. Von 1979 bis 1981 wurde es gründlich saniert. Heute hat dort das Niedersächsische Landesinstitut für schulische Qualitätsentwicklung seinen Sitz.